# Brice Guyart
Brice Emmanuel Guyart (Suresnes, 1981. március 15. –) olimpiai, világ- és Európa-bajnok francia tőrvívó, Astrid Guyart világ- és Európa-bajnoki ezüstérmes tőrvívónő bátyja.